# Hans Weigel
Julius Hans Weigel (Viena, 29 de maig del 1908 - Maria Enzersdorf, 12 d'agost del 1991) fou un escriptor i crític austríac. Va viure a Viena, excepte el període del 1938 al 1945 quan fou exiliat i va viure a Suïssa. Va traduir Molière i Shakespeare en alemany.

## Distincions
- 1972: Premi de Periodisme de la Ciutat de Viena
- 1977: Johann Nestroy Ring
- 1982: Ehrenring de la Ciutat de Viena
- Österreichisches Ehrenkreuz für Wissenschaft und Kunst

## Obra
- Niemandsland. Ein autobiographischer Roman. Novel·la. Viena: Amalthea, 2006. ISBN 978-3-85002-571-3
- Das Land der Deutschen mit der Seele suchend. Assiag. Zuric: Diogenes, 1983. ISBN 3-257-21092-2
- Der grüne Stern. Novel·la. Viena, Múnic, Zuric: Molden, 1976
- Die Leiden der jungen Wörter. Ein Antiwörterbuch. Assaig. Zuric, Múnic: Artemis-Verlag, 1974. ISBN 3-7608-0357-1
- Karl Kraus oder Die Macht der Ohnmacht. Versuch eines Motivenberichts zur Erhellung eines vielfachen Lebenswerks. Assaig. Viena; Frankfurt; Zuric: Molden, 1968
- Lern dieses Volk der Hirten kennen. Versuch einer freundlichen Annäherung an die Schweizerische Eidgenossenschaft. Assaig. Zuric: Artemis 1962